# Уфимско плато
Уфѝмското плато (на руски: Уфимское плато) е плато в Южното и Средното Приуралие, простиращо се в североизточната част на Република Башкортостан, крайната югозападна част на Свердловска област и крайната югоизточна част на Пермски край в Русия, в басейна на река Уфа (десен приток на Белая, от басейна на Кама). На изток е ограничено от хребетите на Урал с ясно изразен отстъп с височина до 100 m, а на запад плавно се понижава към Източноевропейската равнина. На север и на юг постепенно се повишава съответно към Силвинското възвишение и ниския хребет Каратау. Преобладаваща надморска височина 350 – 450 m, максимална връх Голая 517 m (55°46′41″ с. ш. 57°48′46″ и. д. / 55.778056° с. ш. 57.812778° и. д.), разположен в централната му част. Изградено е основно от варовици, доломити и пясъчници, в които има силно развити карстови форми. Реките протичащи през него Уфа и притоците ѝ Юрюзан, Ай и др. текат в дълбоко врязани долини. Покрито е със смесени широколистни и тъмни иглолистни гори.

## Топографска карта
- Топографска карта N-40-Б; М 1:500 000[2]